# Верхнее Чекурское
Ве́рхнее Чеку́рское (тат. Югары Чәке) — село в Дрожжановском районе Республики Татарстан, в составе Нижнечекурского сельского поселения.

## География
Село находится близ границы с Ульяновской областью, в 21 километре к юго-западу от села Старое Дрожжаное.

## История
До 1920-х годов Верхнее Чекурское составляло татарскую часть села Старое Чекурское, известного с первой половины XVII века (по одной из версий, было известно в период Казанского ханства под названием Иске Чака – Старая Чекурская).
С XVIII века жители относились к категории государственных крестьян, несли лашманскую повинность. Занимались земледелием, разведением скота, печным, портняжным, сапожным, плотничным промыслами, уходили на заработки на золотые прииски Урала, шахты Донбасса. По сведениям 1859 года, с 1830 года в селе Старое Чекурское была мечеть, в 1897 году - церковь.
В начале XX века здесь имелись мектеб, общественная мельница, 16 торгово-промышленных заведений. В этот период земельный надел сельской общины составлял 1052,1 десятины.
До 1920 года село входило в Городищенскую волость Буинского уезда Симбирской губернии. С 1920 года в составе Буинского кантона ТАССР. С 10 августа 1930 года в Дрожжановском, с 1 февраля 1963 года в Буинском, с 30 декабря 1966 года в Дрожжановском районах.
В 1930 году в селе организован колхоз «Кызыл Йолдыз», с 1994 года — коллективное предприятие им. Фрунзе, с 1995 года — ассоциация крестьянских хозяйств «Марс», с 2007 года — общество с ограниченной ответственностью «Фрунзе».

## Население
| 1859 | 1897 | 1910 | 1920 | 1926 | 1938 | 1949 | 1958 | 1970 | 1979 | 1989 | 2000 | 2010 | 2018 |
| ---- | ---- | ---- | ---- | ---- | ---- | ---- | ---- | ---- | ---- | ---- | ---- | ---- | ---- |
| 946  | 1767 | 1719 | 1805 | 785  | 664  | 525  | 390  | 348  | 299  | 145  | 87   | 86   | 72   |

Национальный состав села - татары.

## Экономика
С 2012 года земли колхоза находятся в распоряжении общества с ограниченной ответственностью «АгроТрансПорт».